# Miodunka
Miodunka (Pulmonaria L.) – rodzaj roślin należący do rodziny ogórecznikowatych (Boraginaceae). Obejmuje 18 gatunków. Występują one naturalnie na obszarze od Europy po Azję Wschodnią. W Polsce w stanie dzikim rosną cztery gatunki rodzime z tego rodzaju: miodunka ćma P. obscura, plamista P. officinalis, miękkowłosa P. mollis i wąskolistna P. angustifolia; zaś miodunka czerwona P. rubra rośnie jako zadomowiony antropofit. Różnice między gatunkami są często nieznaczne, przez co są trudne do oznaczenia.
Miodunka plamista P. officinalis była w przeszłości wykorzystywana jako lecznicza przy chorobach płuc. Niektóre gatunki uprawiane są jako ozdobne.

## Morfologia

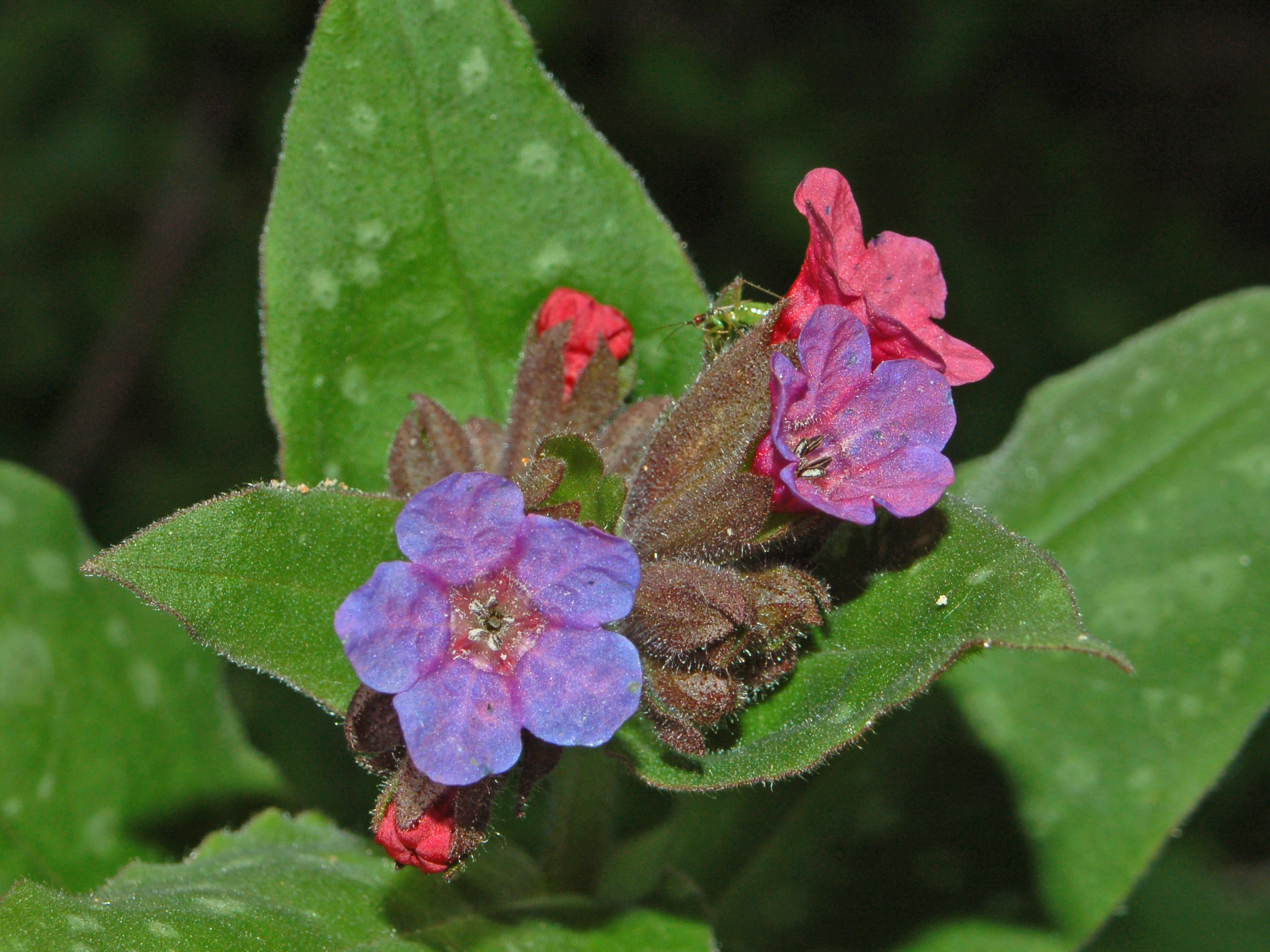
Kwiaty miodunki plamistej

PokrójByliny o szczeciniasto, mniej lub bardziej gruczołowato owłosionych łodygach. Ma kłącza.
LiścieDojrzałe liście odziomkowe u nasady przychodzą stopniowo lub gwałtownie w ogonek liściowy. Są całobrzegie. Mają zieloną barwę, czasami ze srebrnymi lub białawymi plamkami. Liście łodygowe są mniejsze, nasadą obejmują łodygę.
KwiatyZebrane w wierzchotki rozwijające się na szczytach pędów. Kielich ma dzwonkowaty kształt, z pięcioma kątami u nasady oraz całobrzegimi klapami, rozwijającymi się po przekwitnięciu. Korona kwiatu jest promienista, wyprostowana, w kształcie tubki, z pięcioma wiązkami długich włosków w gardzieli tworząc prawie ciągły pierścień. Dno kwiatowe jest płaskie. Pręciki mają krótkie nitki, nie wystają ponad koronę kwiatu. Owocolistki są krótsze niż tubka korony, zwieńczone są klapowanym lub dwudzielnym znamieniem.
OwoceGładkie orzeszki z bardzo ostrym uwypukleniem u nasady. Zazwyczaj są owłosione, zwłaszcza na początku rozwoju.

## Biologia i ekologia
Rośliny z tego rodzaju najlepiej rosną na żyznym, próchnicznym, wilgotnym podłożu. Preferuje stanowiska w półcieniu lub całkowicie zacienione. Rozmnaża się przez wysiew nasion lub, wegetatywnie, przez podział kęp.

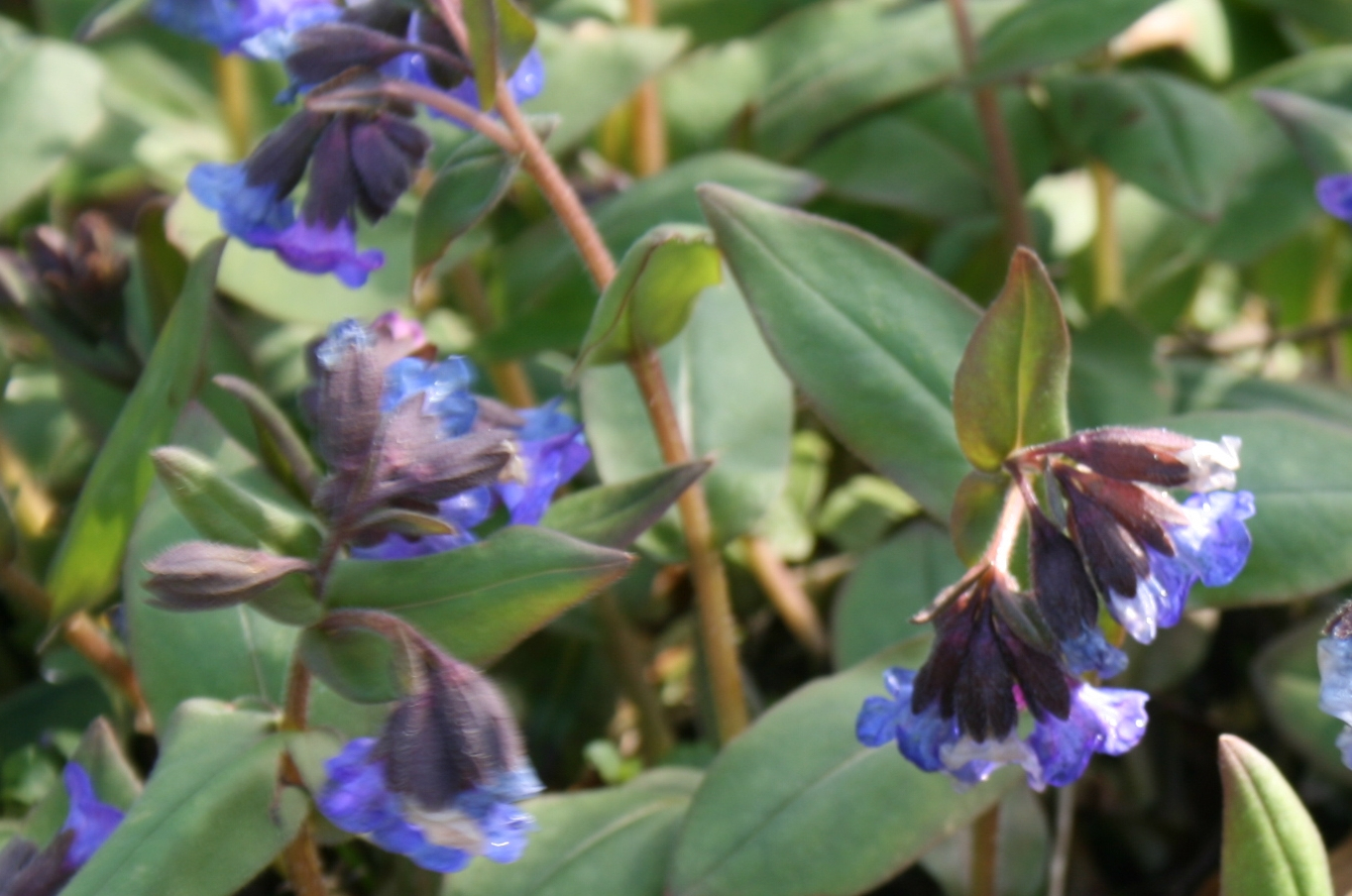
Miodunka wąskolistna

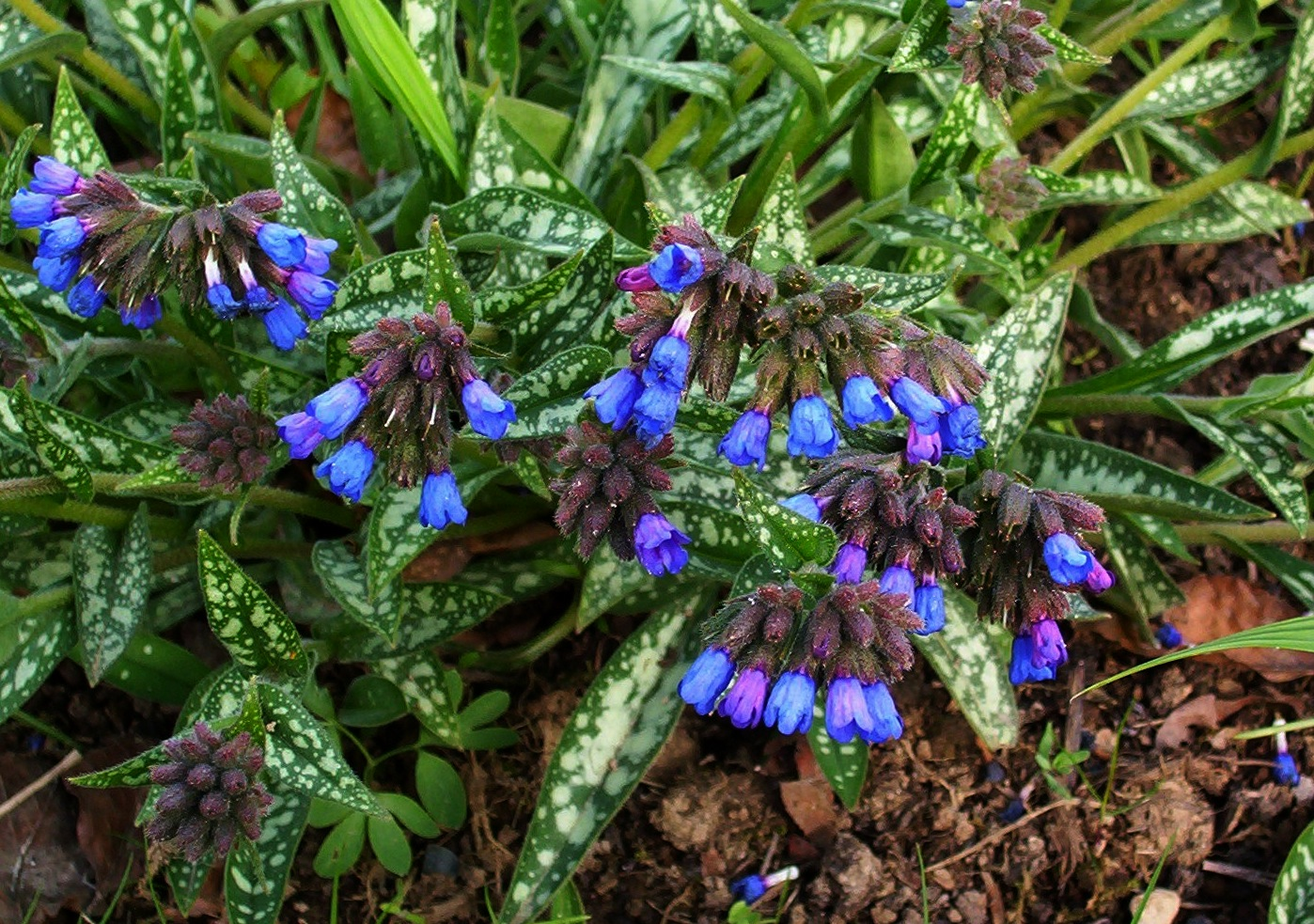
Miodunka długolistna

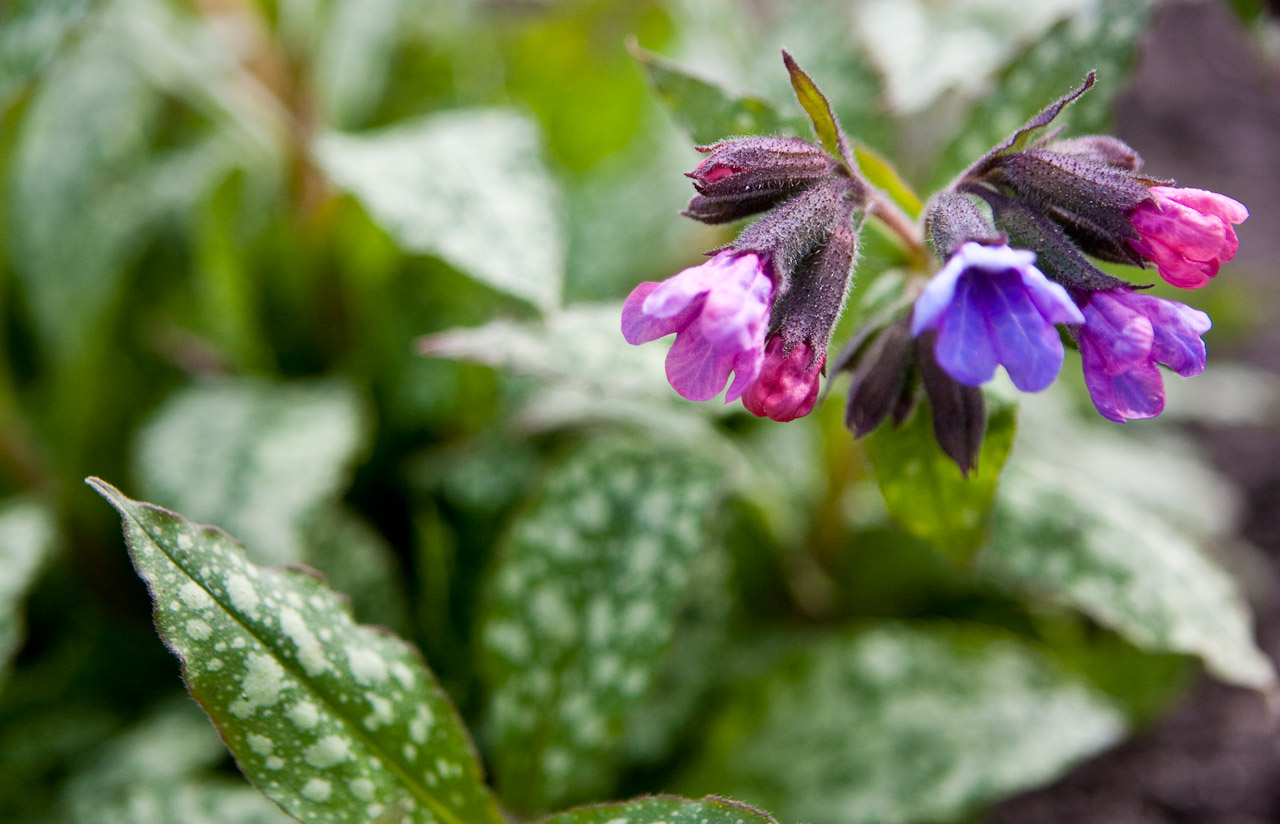
Miodunka pstra

## Systematyka
Rodzaj z podplemienia Boragininae, plemienia Boragineae, podrodziny Boraginoideae z rodziny ogórecznikowatych Boraginaceae.
Wykaz gatunków
- Pulmonaria affinis Jord.
- Pulmonaria angustifolia L. – miodunka wąskolistna
- Pulmonaria australis (Murr) W.Sauer
- Pulmonaria carnica W.Sauer
- Pulmonaria cesatiana (Fenzl & Friedr.) Selvi, Bigazzi, Hilger & Papini
- Pulmonaria collina W.Sauer
- Pulmonaria × digenea A.Kern.
- Pulmonaria × heinrichii Sabr.
- Pulmonaria helvetica Bolliger
- Pulmonaria hirta L.
- Pulmonaria × hybrida A.Kern.
- Pulmonaria × intermedia Palla
- Pulmonaria kerneri Wettst.
- Pulmonaria × landoziana Péterfi
- Pulmonaria longifolia (Bastard) Boreau – miodunka długolistna
- Pulmonaria mollis Wulfen ex Hornem. – miodunka miękkowłosa
- Pulmonaria montana Lej.
- Pulmonaria × norica Teyber
- Pulmonaria × notha A.Kern.
- Pulmonaria obscura Dumort. – miodunka ćma
- Pulmonaria officinalis L. – miodunka plamista
- Pulmonaria × ovalis Bastard
- Pulmonaria rubra Schott – miodunka czerwona
- Pulmonaria saccharata Mill. – miodunka pstra
- Pulmonaria stiriaca A.Kern.
- Pulmonaria visianii Degen & Lengyel

## Zastosowanie
Rośliny z tego rodzaju bywają uprawiane jako rośliny ozdobne. Nadają się w szczególności do ogrodów naturalistycznych i skalnych, a także na zacienione rabaty. Miodunka plamista P. officinalis była w przeszłości wykorzystywana jako lecznicza przy chorobach płuc z powodu skojarzenia plam na liściach z tym organem.